# Хлумчани (Плзењ-југ)
Хлумчани (чеш. Chlumčany) је насељено мјесто са административним статусом сеоске општине (чеш. obec) у округу Плзењ-југ, у Плзењском крају, Чешка Република.

## Становништво
Према подацима о броју становника из 2014. године насеље је имало 2.402 становника.